# Шкільний світ
Видавництво «Шкільний світ» — українське педагогічне видавництво, яке спеціалізується на випуску періодичних видань та навчально-методичної літератури. Засноване 1996 року в Києві.

## Історія та опис
Історія видавництва «Шкільний світ» розпочалася в 1996 році у місті Києві і перша назва видавництва була інша — «Перше вересня». Для освітнього видавництва назва «Перше вересня» досить зрозуміла і доречна, саме 1 вересня починається новий навчальний рік і діти йдуть до школи, а до того слово «перший» має і другий привабливий зміст — початок нового періоду. Ідея створення видавництва для учителів України належала Андрію Русакову, Марині Мосієнко та Володимиру Кочеткову-Сукач. В ідею створення видавництва був покладений принцип від учителів — учителям, авторами матеріалів мали стати самі українські педагоги. Кожного тижня або раз на два тижні вчитель мав би отримати методичну допомогу для своєї щоденної праці.
Перші газети, видані у 1996 році — «Історія України», «Українська мова та література», «Країзнавство та шкільний туризм» (трохи пізніше «Краєзнавство. Географія. Туризм»). Вихід газети «Зарубіжна література» у тому ж 1996 році був продиктований введенням нового предмету «зарубіжна література» до шкільної програми. Вчителі зарубіжної літератури потребували серйозної методичної підтримки. Тож, зі шпальт цих чотирьох видань читачі (переважно шкільні вчителі) мали змогу отримати більш об'єктивну інформацію про витоки нашої держави, історію її формування, природні багатства, українські цінності та культуру. Всі видання розповсюджувалися виключно через Каталог передплатних видань Укрпошти по всій Україні за прийнятною ціною.
у 1999 році назва видавництва змінюється з «Перше вересня» на «Шкільний світ». Протягом восьми років виходить ще близько тридцяти видань для української системи освіти. Всі вони виходять українською мовою та створені українськими вчителями для українських вчителів. Матеріали, що розміщуються на шпальтах видань, мають навчально-методичний характер. Спочатку переважну більшість обсягу видань складають розробки занять та уроків, методичні рекомендації, дидактичні матеріали та корисні поради для педагогічної діяльності. Пізніше на шпальтах починають з'являтися наукові статті.
Видавництво «Шкільний світ» було першим приватним видавництвом, яке започаткувало випуск періодичних видань для педагогів України державною мовою[джерело?].
Нині[коли?] видавництво «Шкільний світ» випускає 29 газет та 5 журналів щомісяця і понад 100 книжок на рік. Всі видання виходять за підтримки МОНУ та НАПН України. Щомісячний тираж всіх видань становить понад 100 тис. примірників. Всі видання виходять виключно українською мовою та розповсюджуються виключно за передплатою через Каталог Укрпошти. У виданнях «Шкільного світу» в рік виходить від 4000 до 8000 статей.
Головна мета видань — здійснення методичної підтримки українських педагогів, пошук та поширення найкращого інноваційного досвіду, що відповідає Новій українській школі, піднесення іміджу освітян.
Читацька аудиторія — це вихователі та завідувачі закладів дошкільної освіти, вчителі-предметники та керівники закладів загальної середньої освіти, а також управлінці, психологи, класні керівники, позашкільники, методисти всіх рівнів, студенти педагогічних вишів тощо.
У видавництві «Шкільний світ» — близько 100 працівників, серед яких вчителі, редактори, науковці, журналісти.

## Перелік періодичних видань

### Управління освіти та методична робота
- Газета «Управління освітою»
- Журнал «Методист»

### Директору школи, заступнику директора школи
- Газета «Директор школи»
- Журнал «Директор школи. Шкільний світ»
- Газета «Директор школи. Бібліотека»
- Газета «Завуч»
- Газета «Завуч. Бібліотека»

### Для всієї школи та класного керівника
- Газета «Шкільний світ»
- Газета «Шкільний світ. Бібліотека»
- Журнал «Школа»
- Газета «Сучасна школа України»

### Для вчителів-предметників
- Газета «Українська мова та література»
- Газета «Українська мова та література. Бібліотека»
- Газета «Зарубіжна література»
- Газета «Зарубіжна література. Бібліотека»
- Газета «Історія України»
- Газета «Історія України. Бібліотека»
- Газета «Deutsch»
- Газета «Deutsch. Бібліотека»
- Газета «English»
- Газета «English. Бібліотека»
- Газета «Математика»
- Газета «Математика. Бібліотека»
- Газета «Інформатика»
- Газета «Інформатика. Бібліотека»
- Газета «Фізика»
- Газета «Фізика. Бібліотека»
- Газета «Хімія. Шкільний світ»
- Газета «Хімія. Біологія. Бібліотека»
- Газета «Біологія. Шкільний світ»
- Газета «Краєзнавство. Географія. Туризм»
- Газета «Краєзнавство. Географія. Туризм. Бібліотека»
- Газета «Трудове навчання»
- Газета «Трудове навчання. Бібліотека»
- Газета «Здоров'я та фізична культура»
- Газета «Здоров'я та фізична культура. Бібліотека»

### Дошкільний навчальний заклад
- Газета «Дитячий садок»
- Газета «Дитячий садок. Бібліотека»
- Газета «Дитячий садок. Управління»
- Газета «Дитячий садок. Мистецтво»
- Журнал «Дошкілля»

### Початкова школа
- Газета «Початкова освіта»
- Газета «Початкова освіта. Бібліотека»
- Газета «Початкова освіта. Уроки»
- Газета «Початкова освіта. Дидактичні матеріали»

### Видання для психологів, що працюють в освіті та спеціальних педагогів (дефектологів)
- Газета «Психолог»
- Газета «Психолог. Бібліотека»
- Газета «Психолог дошкілля»
- Газета «Дефектолог»
- Газета «Соціальний педагог»
- Газета «Соціальний педагог. Бібліотека»

### Для професійно-технічної освіти
- Журнал «Профтехосвіта»

### Видання для позашкільної освіти
- Газета «Позашкілля»
- Газета «Позашкілля. Бібліотека»

## Конкурси, які організовує та проводить видавництво
Щороку видавництвом проводяться всеукраїнські конкурси «Освітній Оскар» та «Панорама творчих уроків»